# Duets (album d'Elton John)
Pour les articles homonymes, voir Duets.
Albums de Elton John
Rare Masters
(1992) Le Roi lion
(1994)
Singles
1. Don't Let the Sun Go Down on Me
Sortie : 25 novembre 1991
2. True Love
Sortie : 8 novembre 1993
3. Don't Go Breaking My Heart
Sortie : 14 février 1994
4. Ain't Nothing Like the Real Thing
Sortie : 2 mai 1994

Duets est le 25e album studio du chanteur britannique Elton John, sorti en 1993. Cet album contient des duos avec des invités prestigieux, certaines de ces chansons sont des reprises, soit d'Elton lui-même, soit d'autres artistes. 

## Historique
Duets est sorti en CD, en cassette et aussi en double vinyle au Royaume-Uni, avec un ordre légèrement différent pour ce qui est des chansons. C'était au départ un projet de Noël de Elton, mais qui est rapidement devenu un album à part (Elton John's Christmas Party). La version live de Don't Let the Sun Go Down on Me avec George Michael, était déjà devenue un hit n ° 1 en Angleterre et aux États-Unis en 1991. Trois singles sont sortis de l'album en Grande-Bretagne : "True Love" (avec Kiki Dee, a atteint le # 2), "Don't Go Breaking My Heart" (avec la drag queen RuPaul, atteint # 7) et "Ain't Nothing Like the Real Thing" (avec Marcella Detroit, atteint le n ° 24). L'album a fait ses débuts au n ° 7 au Royaume-Uni. C'est l'un des 3 seuls albums sortis entre 1983 et 2016 sans le guitariste habituel de Elton John, Davey Johnstone. Aux États-Unis, il a été certifié or et platine en janvier 1994 par la RIAA.

## Liste des chansons

### Édition CD
| No  | Titre                                                        | Auteur                              | Producteurs                         | Durée |
| --- | ------------------------------------------------------------ | ----------------------------------- | ----------------------------------- | ----- |
| 1.  | Teardrops (avec k.d. lang)                                   | Cecil Womack, Linda Womack          | Greg Penny                          | 4:55  |
| 2.  | When I Think About Love (I Think About You) (avec P.M. Dawn) | Attrell Cordes                      | P.M. Dawn                           | 4:34  |
| 3.  | The Power (avec Little Richard)                              | Elton John, Bernie Taupin           | Greg Penny, Elton John              | 6:25  |
| 4.  | Shakey Ground (avec Don Henley)                              | Jeffrey Bowen, Al Boyd, Eddie Hazel | Don Henley                          | 3:52  |
| 5.  | True Love (avec Kiki Dee)                                    | Cole Porter                         | Narada Michael Walden               | 3:35  |
| 6.  | If You Were Me (avec Chris Rea)                              | Chris Rea                           | Chris Rea                           | 4:26  |
| 7.  | A Woman's Needs (avec Tammy Wynette)                         | Elton John, Bernie Taupin           | Barry Beckett                       | 5:19  |
| 8.  | Old Friend (avec Nik Kershaw)                                | Nik Kershaw                         | Nik Kershaw                         | 4:17  |
| 9.  | Go On and On (avec Gladys Knight)                            | Stevie Wonder                       | Stevie Wonder                       | 5:50  |
| 10. | Don't Go Breaking My Heart (avec RuPaul)                     | Ann Orson, Carte Blanche            | Giorgio Moroder                     | 5:00  |
| 11. | Ain't Nothing Like the Real Thing (avec Marcella Detroit)    | Nickolas Ashford, Valerie Simpson   | Chris Thomas                        | 3:36  |
| 12. | I'm Your Puppet (avec Paul Young)                            | Spooner Oldham, Dan Penn            | Steve Lindsey                       | 3:36  |
| 13. | Love Letters (avec Bonnie Raitt)                             | Edward Heyman, Victor Young         | Don Was                             | 4:01  |
| 14. | Born to Lose (avec Leonard Cohen)                            | Ted Daffan                          | Steve Lindsey                       | 4:33  |
| 15. | Don't Let the Sun Go Down on Me (live, avec George Michael)  | Elton John, Bernie Taupin           | George Michael                      | 5:48  |
| 16. | Duets for One                                                | Elton John, Chris Difford           | Elton John, Stuart Epps, Greg Penny | 4:52  |

### Édition vinyle
| Face 1 | Face 1                                      | Face 1         | Face 1 | Face 1 | Face 1 | Face 1 | Face 1 | Face 1 | Face 1 |
| No     | Titre                                       | Avec           | Durée  |        |        |        |        |        |        |
| ------ | ------------------------------------------- | -------------- | ------ | ------ | ------ | ------ | ------ | ------ | ------ |
| 1.     | Teardrops                                   | k.d. lang      | 4:55   |        |        |        |        |        |        |
| 2.     | When I Think About Love (I Think About You) | P.M. Dawn      | 4:34   |        |        |        |        |        |        |
| 3.     | The Power                                   | Little Richard | 6:25   |        |        |        |        |        |        |
| 4.     | Shakey Ground                               | Don Henley     | 3:51   |        |        |        |        |        |        |
| 19:45  |                                             |                |        |        |        |        |        |        |        |

| Face 2 | Face 2                                 | Face 2         | Face 2 | Face 2 | Face 2 | Face 2 | Face 2 | Face 2 | Face 2 |
| No     | Titre                                  | Avec           | Durée  |        |        |        |        |        |        |
| ------ | -------------------------------------- | -------------- | ------ | ------ | ------ | ------ | ------ | ------ | ------ |
| 1.     | True Love                              | Kiki Dee       | 3:34   |        |        |        |        |        |        |
| 2.     | If You Were Me                         | Chris Rea      | 4:26   |        |        |        |        |        |        |
| 3.     | A Woman's Needs                        | Tammy Wynette  | 5:18   |        |        |        |        |        |        |
| 4.     | Don't Let the Sun Go Down on Me (Live) | George Michael | 5:46   |        |        |        |        |        |        |
| 19:04  |                                        |                |        |        |        |        |        |        |        |

| Face 3 | Face 3                            | Face 3           | Face 3 | Face 3 | Face 3 | Face 3 | Face 3 | Face 3 | Face 3 |
| No     | Titre                             | Avec             | Durée  |        |        |        |        |        |        |
| ------ | --------------------------------- | ---------------- | ------ | ------ | ------ | ------ | ------ | ------ | ------ |
| 1.     | Old Friend                        | Nik Kershaw      | 4:15   |        |        |        |        |        |        |
| 2.     | Go on and On                      | Gladys Knight    | 5:50   |        |        |        |        |        |        |
| 3.     | Don't Go Breaking My Heart        | RuPaul           | 5:00   |        |        |        |        |        |        |
| 4.     | Ain't Nothing Like the Real Thing | Marcella Detroit | 3:36   |        |        |        |        |        |        |
| 18:41  |                                   |                  |        |        |        |        |        |        |        |

| Face 4 | Face 4          | Face 4        | Face 4 | Face 4 | Face 4 | Face 4 | Face 4 | Face 4 | Face 4 |
| No     | Titre           | Avec          | Durée  |        |        |        |        |        |        |
| ------ | --------------- | ------------- | ------ | ------ | ------ | ------ | ------ | ------ | ------ |
| 1.     | I'm Your Puppet | Paul Young    | 3:36   |        |        |        |        |        |        |
| 2.     | Love Letters    | Bonnie Raitt  | 4:01   |        |        |        |        |        |        |
| 3.     | Born to Lose    | Leonard Cohen | 4:33   |        |        |        |        |        |        |
| 4.     | Duets for One   |               | 4:52   |        |        |        |        |        |        |
| 17:02  |                 |               |        |        |        |        |        |        |        |

## Personnel
- Selon le livret inclut avec l'album : 
- Elton John – piano, claviers, Roland RD-1000 digital piano, chant
- Etyenne Lytel – claviers (2)
- Guy Babylon – claviers (3)
- Greg Wells – orgue Hammond (3)
- Scott Plunkett – claviers (4)
- Louis Biancaniello – claviers, synthétiseur, programmation (5)
- Max Middleton – piano, claviers (6)
- Phil Naish – synthétiseur (7)
- Herold Klosser – claviers, programmation (10)
- Greg Phillinganes – piano (12)
- Jim Cox – orgue Hammond (12, 14), piano (14)
- Robbie Buchanan – claviers, programmation (13)
- Billy Preston – orgue Hammond B3 (13)
- Chris Cameron – claviers (15)
- David Clayton – claviers (15)
- Jamie Perkins – claviers (16)
- Mark Taylor – claviers (16)
- k.d. lang – chant (1)
- P.M. Dawn – chant (2)
- Little Richard – chant, piano électrique (3)
- Don Henley – chant (4)
- Narada Michael Walden – arrangements des chœurs, arrangements des instruments (5)
- Kiki Dee – chant (5)
- Chris Rea – chant (6), pedal steel (6), guitare (6, 16)
- Tammy Wynette – chant (7)
- Nik Kershaw – chant  (8)
- Gladys Knight – chant (9)
- Stevie Wonder – arrangements, chœurs et tous les instruments (9)
- RuPaul – chant (10)
- Marcella Detroit – chant, guitare, harmonica (11)
- Paul Young – chant (12)
- Bonnie Raitt – chant, guitare slide (13)
- Leonard Cohen – chant (14)
- George Michael – chant (15)
- Dean Parks – guitare (1, 3, 14, 16), guitare lap steel (14)
- Michael Thompson – guitare (4)
- Corrado Rustici – mandoline (5)
- Robert Ahwai – guitare (6)
- Don Potter – guitare acoustique (7)
- Dann Huff – guitare électrique (7)
- Paul Franklin – guitare steel (7)
- Paul Jackson Jr. – guitare (12)
- Mark Goldenberg – guitare (13)
- Martin Bliss – guitare (15)
- Danny Jacob – guitare (15)
- Nathan East – basse (1, 3)
- Neil Stubenhaus – basse (4)
- Sylvan Marc – basse (6)
- Michael Rhodes – basse (7)
- Mike Knapp – Roland TB-303 pour les lignes de basse (10)
- Phil Spalding – basse (11)
- Freddie Washington – basse (12)
- James "Hutch" Hutchinson – basse (13)
- Ray Brown – basse (14)
- Deon Estus – basse (15)
- Malcolm Foster – basse (16)
- Curt Bisquera – batterie (1, 3)
- John Robinson – batterie (4)
- Martin Ditcham – batterie (6), percussions (6, 16)
- Eddie Bayers – batterie (7)
- Chuck Sabo – batterie (11, 16)
- Ed Greene – batterie (12)
- Ricky Fataar – batterie (13)
- John Guerin – batterie (14)
- Jonathan Moffett – batterie (15)
- Alan Estes – cloches, tambourin, vibraphone (12)
- Luis Conte – congas (12)
- Danny Cummings – percussions (15)
- Greg Smith – saxophone (12)
- Steve Grove – saxophone (12)
- Lon Price – saxophone (12)
- Andy Hamilton – saxophone (15)
- Joel Peskin – saxophone ténor (3)
- Brandon Fields – saxophone ténor (13)
- Dan Higgins – saxophone baryton (3)
- Stephen Kupka – saxophone baryton (13)
- Gary Grant – trompette (3)
- Jerry Hey – trompette (3)
- Bill Reichenbach Jr. – trombone (3)
- Lee Thornburg – trombone, trompette (12, 13)
- Bill Churchfield – cuivres (12)
- Portia Neeley-Rolle – chœurs (2)
- Michelle Johnson – chœurs (2)
- Andraé Crouch - chœurs (3)
- Sandra Crouch - chœurs (3)
- Andraé Crouch Choir - chœurs (3)
- Claytoven Richardson – chœurs (5)
- Sandy Griffith – chœurs (5)
- Kelli Bruce – chœurs (7)
- Kathy Burdick – chœurs (7)
- Connye Florence – chœurs (7)
- Yvonne Hodges – chœurs (7)
- Kimberly Brewer – chœurs (9)
- Lynne Fiddmont-Linsay – chœurs (9)
- Linda Campbell McCrary – chœurs (10)
- Marietta Waters – chœurs (10)
- Johnny Britt – chœurs (12)
- Jim Gilstrap – chœurs (12)
- Phil Perry – chœurs (12)
- Jay Henry – chœurs (15)
- Shirley Lewis – chœurs (15)
- Lynn Mabry – chœurs (15)
- Candi McKenzie – chœurs (16)
- Beverley Skeete – chœurs (16)
- Precious Wilson – chœurs (16)
- Derrick Perkins – programmation (9)
- Giorgio Moroder – programmation (10)
- Matthew Vaughan – programmation (11)
- Thomas Schobel – séquenceur (10)